# Rodrigo Manrique de Lara, hrabia Aguilar
Rodrigo Manrique de Lara, hrabia Aguilar (ur. ?, zm. 1717) – hiszpański arystokrata i polityk.
Za czasów regencji w imieniu króla Karola II popierał Mariannę Austriacką przeciw Juanowi Józefowi Austriackiemu, gdy ten doszedł do władzy  (1677) de Lara został wygnany do Logroño, lecz po śmierci Juana (1679) powrócił na dwór. Pełnił wiele funkcji administracyjnych; w tym m.in. prezydenta rady Aragonii (Consejo de Aragón) od roku 1698.